# Iōannīs Svorōnos
Iōannīs Svorōnos (in greco Iωάννης Σβορώνος?, traslitterato anche Joannis Svoronos; Mykonos, 27 aprile 1863 – Atene, 7 settembre 1922) è stato un numismatico e archeologo greco.

## Biografia
Iōannīs N. Svorōnos studiò ad Atene, Parigi e Londra. Dal 1887 fu collaboratore del Museo numismatico di Atene, e in seguito, dal 1899 al 1922 ne fu il direttore.
Dal 1918 fu professore di numismatica all'Università di Atene. Dal 1898 diresse il Journal International d'Archéologie Numismatique.
Nel 1914 gli fu conferita la medaglia della Royal Numismatic Society e nel 1921 la Archer M. Huntington Medal.
Morì il 7 settembre 1922.

## Opere
- Numismatique de la Crète ancienne, Macon 1890.
- Ta nomismata tou kratous ton Ptolemaion, 4 voll., Atene 1904–1908.
- Les monnaies d'Athènes. Terminé après la mort de l'auteur par Behrendt Pick, München 1923–1926.